# Códice de Las Huelgas

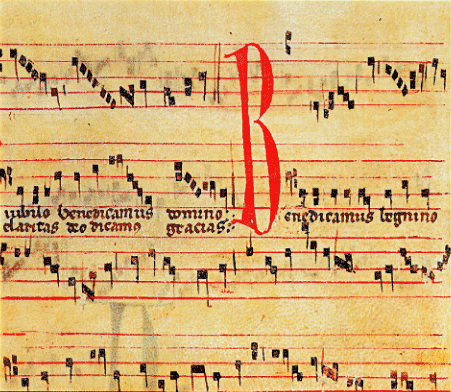
Códice de Las Huelgas

O Códice Musical de Las Huelgas (Burgos, Mosteiro de Las Huelgas, Codex IX) ou em latim Codex Las Huelgas (Hu) é um manuscrito medieval copiado no início do século XIV no mosteiro cisterciense de monjas de clausura de Santa María la Real de Las Huelgas, próximo a Burgos. Contém obras musicais pertencentes a um período da música medieval conhecido como Ars antiqua. É o único manuscrito com polifonia da Idade Média que ainda se conserva no lugar de origem e pertence à mesma ordem onde foi copiado já há mais de sete séculos.
O manuscrito foi descoberto em 1904 por dois monges beneditinos do Mosteiro de Santo Domingo de Silos, Casiano Rojo e Luciano Serrano, quando buscavam códices gregorianos. Porém, só se tornou amplamente conhecido após a publicação pelo musicólogo catalão Higinio Anglès de seu trabalho "El Còdex Musical de as Huelgas. Música a veus dels segles XIII-XIV", em 1931, no qual inclui-se um fac-símile do manuscrito. Seu descobrimento tornou manifesta a prática da composição e execução da música polifônica na  península ibérica durante a Idade Média, questão que havia estado em dúvida até então.
Posteriormente, em 1982, o musicólogo Gordon Athol Anderson realizou uma nova e controvertida transcrição do repertório em seu livro "The Huelgas Manuscript, Burgos, Monasterio de Las Huelgas".

## Lista de obras
| Anglès | Folio        | Título                                                                                                  | Vozes                    | Forma musical              | Concordâncias      | Comentários                                                                                     | Gravações                                            |
| ------ | ------------ | --- | ------------------------ | -------------------------- | ------------------ | ----------------------------------------------------------------------------------------------- | ---------------------------------------------------- |
| 1      | 1            | Rex virginum amator Deus… eleyson (Cunctipotens genitor)                                                | 2                        | organum                    | CAL                | Kyrie                                                                                           | DIS, SAR, LOZ, COD                                   |
| 2      | 1v           | Conditor Kyrie omnium ymas… eleyson                                                                     | 2                        | organum                    |                    | Kyrie                                                                                           |                                                      |
| 3      | 2v           | Kyrie fons bonitatis                                                                                    | 2                        | organum                    |                    | Kyrie                                                                                           | SIX, BES                                             |
| 4      | 3v           | Kyrie eleyson                                                                                           | 2                        | organum                    |                    | Kyrie                                                                                           | LIG                                                  |
| 5      | 4            | Kyrie eleyson                                                                                           | 2                        | organum                    |                    | Kyrie                                                                                           |                                                      |
| 6      | 4            | Et in terra… Spiritus et alme orphanorum Paraclite                                                      | 3                        | Gloria tropado             | MAB, BUR, BAR      | Gloria in excelsis Deo                                                                          | SIX, LOZ, LIG                                        |
| 7      | 5v           | Benedicta et venerabilis… Virgo Dei Genitrix                                                            | 2                        | organum                    |                    | Tenor do gradual do ordinário das festas à Virgem                                               | DIS                                                  |
| 8      | 6v           | Alleluia. Salve virgo mater Dei                                                                         | 2                        | organum                    |                    | Aleluya                                                                                         | VOC, LIG                                             |
| 9      | 7            | Alleluia. Quae est ista tam formosa                                                                     | 2                        | organum                    |                    | Aleluya                                                                                         | VOC                                                  |
| 10     | 7v           | Alleluia. Angelus Domini descendit de celo [Ave, gloriosa, plena gracie/Angelus Domini]                 | 2                        | organum                    |                    | Aleluya                                                                                         |                                                      |
| 11     | 8            | (Sin texto)                                                                                             | 1                        | Benedicamus Domino tropado |                    | [Benedicamus, sane per omnia]                                                                   |                                                      |
| 12     | 8v           | Recordare virgo mater… Ab hac familia tu propitia                                                       | 2                        | organum                    | ORF                | Ofertório de algumas peças à Virgem                                                             |                                                      |
| 13     | 9v           | Sanctus, sanctus, sanctus                                                                               | 2                        | organum                    |                    | Sanctus                                                                                         |                                                      |
| 14     | 11           | Cleri cetus psallat letus (Tenor: Hosanna)                                                              | 2                        | organum                    |                    | Sanctus - Hosanna tropado                                                                       | ATR, UNI                                             |
| 15     | 12           | Te laudant agmina iugiter celica (Tenor: Hosanna)                                                       | 2                        | organum                    | ORF                | Sanctus - Hosanna tropado                                                                       |                                                      |
| 16     | 13v          | Clangat cetus iste letus (Tenor: Hosanna)                                                               | 2                        | motete                     | ORF, TOR           | Sanctus - Hosanna tropado                                                                       |                                                      |
| 17     | 15           | Clangat hodie vox nostra melodum symphonia (Tenor: Hosanna)                                             | 2                        | organum                    |                    | Sanctus - Hosanna tropado                                                                       |                                                      |
| 18     | 16v          | Sanctus divinum mysterium semper declaratur                                                             | 2                        | organum                    |                    | Sanctus tropado                                                                                 | DIS, HUE                                             |
| 19     | 17           | Ave verum corpus natum de Maria virgine (Tenor: Sanctus)                                                | 2                        | organum                    |                    | Sanctus - Hosanna tropado                                                                       | LIG                                                  |
| 20     | 18           | O Jesu salvator dulcis consolator (Tenor: Agnus)                                                        | 3                        | organum                    |                    | Agnus Dei tropado                                                                               | DIS, EVF                                             |
| 21     | 18           | Agnus Dei. Summa Patris virtus celorum factor                                                           | 2                        | organum                    |                    | Agnus Dei tropado                                                                               |                                                      |
| 22     | 19           | Gloriosa spes reorum Virgo morem instrue (Tenor: Agnus)                                                 | 2                        | organum                    |                    | Agnus Dei tropado                                                                               |                                                      |
| 23     | 19v          | Crimina tollis aspera mollis (Tenor: Agnus)                                                             | 2                        | organum                    | RIP, ORF           |                                                                                                 | LOZ                                                  |
| 24     | 19v          | Regula mors mater honoris (Tenor: Agnus)                                                                | 3                        | organum                    |                    | Agnus Dei tropado                                                                               | NLC, COD                                             |
| 25     | 20           | Mortis dira ferens ut nostra pianda piares (Tenor: Agnus)                                               | 2                        | motete                     |                    | Agnus Dei tropado                                                                               |                                                      |
| 26     | 20v          | Christi pacientia mortem morte propria (Tenor: Agnus)                                                   | 3                        | organum                    |                    | Agnus Dei tropado                                                                               | EVF                                                  |
| 27     | 20v          | Christi miseratio sanguine nos proprio (Tenor: Agnus)                                                   | 3                        | organum                    |                    | Agnus Dei tropado                                                                               | ATR, UNI                                             |
| 28     | 21           | Exultet hec concio magno cum tripudio (Tenor: Agnus)                                                    | 3                        | organum                    |                    | Agnus Dei tropado                                                                               | HUE                                                  |
| 29     | 21           | Benedicamus Domino cum cantico cum iubilo                                                               | 3                        | organum                    |                    | Benedicamus Domino tropado                                                                      | SEQ                                                  |
| 30     | 21v          | Benedicamus Domino                                                                                      | 2                        | organum                    |                    | Benedicamus Domino                                                                              |                                                      |
| 31     | 22           | Catholicorum concio summi cum gaudio (Tenor: Benedicamus)                                               | 2                        | organum                    |                    | Benedicamus Domino tropado                                                                      | ATR, SEQ, DIS, TRE, SAR, VOC, FLE(inst.), CLE(inst.) |
| 32     | 22v          | Benedicamus Domino                                                                                      | 2                        | organum                    |                    | Benedicamus Domino                                                                              |                                                      |
| 33     | 22v          | Benedicamus devotis mentibus                                                                            | 2                        | organum                    | CAL                | Benedicamus Domino tropado                                                                      |                                                      |
| 34     | 23           | Qui nos fecit ex nichilo Patri eius (Tenor: Benedicamus)                                                | 2                        | organum                    |                    | Benedicamus Domino tropado                                                                      | SEQ                                                  |
| 35     | 23v          | Exultemus et letemur hodie resurrexit rex (Tenor: Benedicamus)                                          | 2                        | organum                    |                    | Benedicamus Domino tropado                                                                      | ATR                                                  |
| 36     | 24           | Benedicamus. His est enim precursor et magnus Iohannes (Tenor: Benedicamus)                             | 2                        | organum                    |                    | Benedicamus Domino tropado                                                                      | SEQ                                                  |
| 37     | 24v          | Benedicamus Domino                                                                                      | 2                        | organum                    |                    | Benedicamus Domino. Falta el tenor                                                              |                                                      |
| 38     | 25           | Verbum Patris hodie processit ex virgine (Tenor: Benedicamus)                                           | 2                        | organum                    |                    | Benedicamus Domino tropado                                                                      | SEQ                                                  |
| 39     | 25v          | Benedicamus. Benigno voto qui cuncto preside mundo                                                      | 2                        | organum                    | CAL                | Benedicamus Domino                                                                              | FLE                                                  |
| 40     | 25v          | Benedicamus Domino                                                                                      | 3                        | organum                    |                    | Benedicamus Domino                                                                              | HUE                                                  |
| 41     | 26v          | Verbum Patris hodie processit ex virgine (Tenor: Benedicamus)                                           | 2                        | organum                    |                    | Benedicamus Domino tropado                                                                      |                                                      |
| 42     | 27           | Haec est mater Domini sanctissima (Tenor: Benedicamus)                                                  | 2                        | conductus                  |                    | Benedicamus Domino tropado                                                                      | TRE, EVF, DIF                                        |
| 43     | 28           | Resurgentis Domini Pascha celebratur (Tenor: Benedicamus)                                               | 3                        | organum                    |                    | Benedicamus Domino tropado                                                                      | ATR, SEQ, DIS, EVF, UNI                              |
| 44     | 29v          | Benedicamus Domino                                                                                      | 2                        | organum                    |                    | Benedicamus Domino                                                                              |                                                      |
| 45     | 30           | Benedicamus Domino                                                                                      | 2                        | organum                    |                    | Benedicamus Domino                                                                              |                                                      |
| 46     | 30           | Omnes de Saba. Surge et                                                                                 | 2                        | organum                    |                    | Gradual da festa de Epifania                                                                    | VOC                                                  |
| 47     | 31           | Propter veritatem. Audi filia                                                                           | 3                        | organum                    |                    | Gradual                                                                                         | DIF                                                  |
| 48     | 12           | Celeste preconium sonet vox fidelium (Tenor: Hosanna)                                                   | 2                        | organum                    |                    | Sanctus - Hosanna tropado                                                                       | LOZ                                                  |
| 49     | 32v          | Benedicamus Domino                                                                                      | 2                        | organum                    |                    | Benedicamus Domino tropado                                                                      |                                                      |
| 50     | 33           | Promereris summe laudis tu que Deum ventre claudis                                                      | 2                        | prosa                      | ORF, TOR           |                                                                                                 |                                                      |
| 51     | 33v          | In virgulto gratie arbor pudicitie                                                                      | 2                        | prosa                      |                    |                                                                                                 | CLE                                                  |
| 52     | 34v          | Maria virgo virginum ora pro nobis Dominum                                                              | 2                        | prosa                      |                    |                                                                                                 | SEQ, DIS, LOZ, UNI, FLE, OBS                         |
| 53     | 35v          | Salve sancta Christi parens                                                                             | 2                        | prosa                      |                    |                                                                                                 | LOZ, BES, LIG                                        |
| 54     | 36v          | Verbum bonum et suave personemus illud ave                                                              | 2                        | prosa                      |                    |                                                                                                 | NLC, MIC, COD                                        |
| 55     | 38v          | Aeterni numinis mater et filia                                                                          | 1                        | prosa                      | ORF                |                                                                                                 | BIN, BES                                             |
| 56     | 40           | Nobis cedunt vetera, cellant terre viscera                                                              | 1                        | prosa                      |                    |                                                                                                 | ATR, VOC                                             |
| 57     | 41v          | Virgo sidus aureum sidus et decorum                                                                     | 1                        | prosa                      |                    |                                                                                                 | SEQ, LOZ, UNI, DIF                                   |
| 58     | 45           | Flavit auster flatu leni ventris aulam Deo pleni                                                        | 1                        | prosa                      |                    |                                                                                                 | ATR, HUE, MOR, VOC, UNI                              |
| 59     | 46v          | Eya mater fidelium Ave regina gloriae splendor celestis curiae                                          | 1                        | prosa                      |                    |                                                                                                 | HUE, EWI                                             |
| 60     | 48           | Angelorum laude digna virgo clemens et benigna                                                          | 2                        | prosa                      |                    |                                                                                                 | BIN                                                  |
| 61     | 51           | Stabat iuxta Christi crucem stabat videns                                                               | 1                        | prosa                      |                    |                                                                                                 | SEQ, DIS                                             |
| 62     | 52v          | In sapientia disponens omnia eterna deitas                                                              | 1                        | prosa                      | BCE, MBN, LER      |                                                                                                 | DIS                                                  |
| 63     | 54v          | Victimae paschali laudes                                                                                | 2                        | prosa                      |                    |                                                                                                 | DIS, SIX, SAR                                        |
| 64     | 56           | Personnarum Trinitatem et nature unitatem                                                               | 1                        | prosa                      | BUR                |                                                                                                 |                                                      |
| 65     | 57v          | Cetus apostolici festa recolentes                                                                       | 1                        | prosa                      |                    |                                                                                                 | VOC                                                  |
| 66     | 58v          | Caeli solem imitantem in occasu triunphantes                                                            | 1                        | prosa                      | BCE, TOL, TOR, URG |                                                                                                 |                                                      |
| 67     | 60           | Iucundare plebs fidelis, cuius pater est in celis                                                       | 1                        | prosa                      | BCE, TOR           |                                                                                                 | BES                                                  |
| 68     | 61           | Ex agone sanguinis. Arcem scandit culminis                                                              | 2                        | prosa                      |                    |                                                                                                 | HUE(inst.)                                           |
| 69     | 63           | Elizabeth Zachariae magnum virum in hac die                                                             | 1                        | prosa                      | BCE, TOR           |                                                                                                 |                                                      |
| 70     | 65           | Confessorum agonia modulata symphonia                                                                   | 1                        | prosa                      |                    |                                                                                                 | FLE                                                  |
| 71     | 65v          | Rex eterne maiestatis cuius sceptrum potestatis                                                         | 1                        | prosa                      |                    |                                                                                                 |                                                      |
| 72     | 67           | Virgines egregie Virgines sacrate                                                                       | 1                        | prosa                      | TOR, BCE           |                                                                                                 | FLE                                                  |
| 73     | 68           | Ad honorem salvatoris intus corde voce foris                                                            | 1                        | prosa                      |                    |                                                                                                 |                                                      |
| 74     | 70           | Ad celsi connubia regis virgo regia                                                                     | 1                        | prosa                      |                    |                                                                                                 |                                                      |
| 75     | 71v          | De Christi corpore tanta sollemnia                                                                      | 1                        | prosa                      |                    |                                                                                                 |                                                      |
| 76     | 73v          | Gaude virgo plena Deo de qua natus fortis leo                                                           | 1                        | prosa                      |                    |                                                                                                 | FLE                                                  |
| 77     | 75           | Dolens auctor omnium mundi de peccatis                                                                  | 1                        | prosa                      |                    |                                                                                                 |                                                      |
| 78     | 76           | Laudes aeterni luminis celestis armonia. Laudes Hincmari                                                | 1                        | prosa                      | TAR                |                                                                                                 |                                                      |
| 79     | 78           | Intra viridarium virginale lilium                                                                       | 2                        | prosa                      |                    |                                                                                                 |                                                      |
| 80     | 80           | Salve regina glorie mater stella maris                                                                  | 2                        | prosa                      |                    |                                                                                                 | SEQ, DIS, SAR, LOZ, FLE, NYE, CLE                    |
| 81     | 82           | Belial vocatur diffusa calliditas                                                                       | 4                        | motete                     |                    |                                                                                                 | NLC, HUE, CEL, MOR, VOC, UNI, DIF                    |
| 82     | 83           | Dum superbit impius et pauper incenditur                                                                | 3                        | motete (conductus-motete)  |                    |                                                                                                 |                                                      |
| 83     | 84v          | Alta bovi et leoni aquile volanti                                                                       | 3                        | motete (conductus-motete)  | MAD                |                                                                                                 | NLC, TRE, COD, BES, FLE, LIG                         |
| 84     | 85           | Sicut a prophetis spiritu repletis (Tenor: Propter)                                                     | 3                        | motete (conductus-motete)  |                    |                                                                                                 |                                                      |
| 85     | 87           | Gaude chorus ommium fidelium rosa fragrans (Tenor: Angelus)                                             | 3                        | motete (conductus-motete)  |                    |                                                                                                 |                                                      |
| 86     | 88           | Veni vena venie vite via (Tenor: Et in fines)                                                           | 3                        | motete (conductus-motete)  | MAD                |                                                                                                 |                                                      |
| 87     | 89           | Mundi dolens de iactura patris miseratio                                                                | 3                        | motete (conductus-motete)  |                    |                                                                                                 | SEQ, DIS, SAR                                        |
| 88     | 90           | Mulier misterio sterilis mire fit (Tenor: Mulierum)                                                     | 2                        | motete                     |                    |                                                                                                 |                                                      |
| 89     | 90v          | Agmina militie celestis (Tenor: Agmina)                                                                 | 3                        | motete (conductus-motete)  |                    | A melodia provém da canção provençal "L'autrier cuidai aver druda"                              |                                                      |
| 90     | 92           | Non orphanum te deseram sed efferam                                                                     | 2                        | motete                     |                    |                                                                                                 |                                                      |
| 91     | 93           | Surrexit de tumulo fulgens plus quam stella                                                             | 2                        | conductus                  |                    |                                                                                                 | NLC, VOC, FLE                                        |
| 92     | 94           | Splendidus regis thronus solaris Leo bos et aquila regalis                                              | 3                        | motete dobre               |                    |                                                                                                 | BES                                                  |
| 93     | 94v          | O quam sancta quam benigna (Tenor: El gaudebit)                                                         | 2                        | motete                     |                    |                                                                                                 |                                                      |
| 94     | 95           | Honor triumphantis ecclesie                                                                             | 3                        | motete (conductus-motete)  |                    |                                                                                                 |                                                      |
| 95     | 95v          | Patrum sub imperio status stat ecclesiae (Tenor: Pro patribus)                                          | 3                        | motete (conductus-motete)  |                    |                                                                                                 | UNI                                                  |
| 96     | 96           | In omni fratre tuo non habeas fiduciam (Tenor: In seculum)                                              | 2                        | motete                     |                    |                                                                                                 |                                                      |
| 97     | 97           | Crucifigat omnes Domini crux altera                                                                     | 2                        | conductus                  |                    |                                                                                                 | HUE, BES                                             |
| 98     | 98           | Ad celi sublimia et promissa gaudia (Tenor: Et regnabit)                                                | 2                        | motete                     | MAD                |                                                                                                 |                                                      |
| 99     | 98v          | Ave caro splendida plus quam solis radius                                                               | 3                        | motete (conductus-motete)  |                    |                                                                                                 |                                                      |
| 100    | 99v          | Virgo parit puerum integro pudore Nova salus hominis nata nobis hodie (Tenor: Benedicamus)              | 3                        | motete dobre               |                    |                                                                                                 | ATR                                                  |
| 101    | 100v         | Ave (Salve) virgo regia Mater clementie Ave gloriosa mater salvatoris (Tenor: Domino)                   | 3                        | motete dobre               |                    |                                                                                                 | DIS, CLE                                             |
| 102    | 101v         | Novus miles sequitur viam novi regis                                                                    | 2                        | conductus                  | MAD                |                                                                                                 | MIC                                                  |
| 103    | 102          | O Maria virgo regia tu stella clara rutilans Organica cantica nostra psallat cantica                    | 3                        | motete dobre               |                    |                                                                                                 | TRE, FLE, LIG                                        |
| 104    | 102v         | O Maria virgo davidica O Maria maris stella (Tenor: Et veritate)                                        | 3 (com triplum variável) | motete                     |                    |                                                                                                 | HUE, TRE, MOR                                        |
| 105    | 103v         | Parit preter morem creata creatorem                                                                     | 2                        | conductus                  | MAD                |                                                                                                 | FLE                                                  |
| 106    | 105          | Benedicite. Dominus. Gustate et videte Benedicite. Dominus. Edent pauperes (Tenor: Aptatur)             | 3                        | motete dobre               |                    |                                                                                                 |                                                      |
| 107    | 105v         | Res nova mirabilis Virgo semper Virgo decus castitatis virgo regia                                      | 3                        | motete dobre               |                    |                                                                                                 |                                                      |
| 108    | 106v         | Salve virgo virginum, salve lumen luminum O dulcissima virgo mater Domini (Tenor: Aptatur)              | 3                        | motete dobre               |                    |                                                                                                 | TRE, DIF                                             |
| 109    | 107v         | Et florebit lilium flos Libani (Tenor: Et florebit)                                                     | 2                        | motete                     |                    | Falta o tenor                                                                                   |                                                      |
| 110    | 108          | Idola dum subdola mons sequitur                                                                         | 2                        | motete                     |                    | Falta o tenor                                                                                   |                                                      |
| 111    | 109          | Tres sunt causa conferendi bonum in ecclesia                                                            | 2                        | motete                     |                    |                                                                                                 |                                                      |
| 112    | 109v         | Virgo virginum salus hominum                                                                            | 2                        | motete                     |                    |                                                                                                 | CEL                                                  |
| 113    | 110          | Mulierum hodie maior natus oritur (Tenor: Mulierum)                                                     | 2                        | motete                     |                    |                                                                                                 |                                                      |
| 114    | 110v         | Mulieris marcens venter dum virescit                                                                    | 2                        | motete                     |                    |                                                                                                 |                                                      |
| 115    | 111          | Divinarum scripturarum latens tegmine (Tenor: Filia)                                                    | 2                        | motete                     | MAD                |                                                                                                 |                                                      |
| 116    | 111          | Omnipotens fecit grandia mirabilia                                                                      | 2                        | motete                     | MAD                |                                                                                                 | UNI                                                  |
| 117    | 111v         | Tu claviger eteris magister ceteris                                                                     | 2                        | motete                     |                    | o tenor está apagado                                                                            |                                                      |
| 118    | 112          | Laus tibi salus hominum Laus tibi virgo virginum (Tenor: Et vide)                                       | 3                        | motete dobre               |                    |                                                                                                 |                                                      |
| 119    | 112v         | In seculum artifex seculi In seculum supra mulieres (Tenor: In seculum)                                 | 3                        | motete dobre               |                    |                                                                                                 | DIS                                                  |
| 120    | 113          | Gaude (salve) virgo nobilis Maria Verbum caro factum est (Tenor: Et veritate)                           | 3                        | motete dobre               |                    |                                                                                                 | DIS                                                  |
| 121    | 113v         | Ave regina celorum ave domina Alma redemptoris mater que pervia (Tenor: Alma)                           | 3                        | motete dobre               |                    | (Hermannus Contractus)                                                                          |                                                      |
| 122    | 114          | O Maria decus angelorum sublevatrix De virgula vero inicio irrigua (Tenor: Et confitebor)               | 3                        | motete dobre               |                    |                                                                                                 |                                                      |
| 123    | 114v         | Psallat chorus in novo carmine organico Eximie pater egregie rector pie (Tenor: Aptatur)                | 3                        | motete dobre               |                    |                                                                                                 | SEQ, SAR, COD, LIG                                   |
| 124    | 115          | Celi domina quam sanctorum agmina Ave virgo virginum ave lumen luminum (Tenor: Et super)                | 3                        | motete dobre               |                    |                                                                                                 |                                                      |
| 125    | 115          | Ave lux luminum, ave splendor Salve virgo rubens rosa sola Christi                                      | 3                        | motete dobre               |                    |                                                                                                 |                                                      |
| 126    | 116          | Claustrum pudicitie Virginis triclinium Virgo viget melius dum peperit (Tenor: Flos filius)             | 3                        | motete dobre               |                    |                                                                                                 | CJO, FLE                                             |
| 127    | 116v         | Amor vincens omnia potentia Marie preconio devocio (Tenor: Aptatur)                                     | 3                        | motete dobre               | ORF                |                                                                                                 |                                                      |
| 128    | 117v         | Ex semine Abrae divino moderamine Ex semine rosa prodit spine (Tenor: Ex semine)                        | 3                        | motete dobre               |                    |                                                                                                 |                                                      |
| 129    | 118v         | O Plangant nostri prelati rebus suis viduati (Tenor: Omnes)                                             | 2                        | motete                     |                    |                                                                                                 | SEQ                                                  |
| 130    | 119          | Salve porta regni glorie lux gratie Salve salus gentium, Maria, fidelium (Tenor: Salve Sancta Parens)   | 3                        | motete dobre               |                    | Introito del común de la Virgen                                                                 | DIS, CEL, UNI, CJO, FLE, OBS                         |
| 131    | 119          | Deo confitemini qui sua clementia (Tenor: Domino)                                                       | 2                        | motete                     | MAD                |                                                                                                 |                                                      |
| 132    | 119          | Ex illustri nata prosapia… sponsa Christi Ex illustri nata prosapia… et nobilis                         | 3                        | motete dobre               |                    |                                                                                                 | ATR, NLC, SEQ, HUE, MOR, VOC, COD, FLE               |
| 133    | 129v         | Iam nubes dissolvitur Iam novum sidus oritur (Tenor: Solem)                                             | 3                        | motete dobre               |                    |                                                                                                 | DIS, TRE                                             |
| 134    | 121v         | Casta catholica cantent connubia. Da dulcis domina dulcoris dulcia                                      | 2                        | conductus dobre            |                    |                                                                                                 | ATR, SEQ, HUE, MOR, VOC                              |
| 135    | 122v         | Ave verum corpus natum de Maria Virgine Ave vera caro Christi                                           | 3                        | motete                     |                    |                                                                                                 |                                                      |
| 136    | 123v         | Ave caro splendida plus quam solis radius Salve salus redemptorium tuo Christe sanguine                 | 3                        | motete dobre               |                    |                                                                                                 |                                                      |
| 137    | 124v         | O Maria Maris stella plena gratie O Maria Dei cella splendor glorie (Tenor: Veritatem)                  | 3                        | motete dobre               |                    |                                                                                                 | HUE, LOZ                                             |
| 138    | 124v         | Ave caro splendida plus quam solis radius Ave verum corpus natum                                        | 3                        | motete dobre               |                    |                                                                                                 |                                                      |
| 139    | 125v         | O plena gratie dum beneficia (Tenor: Omnes)                                                             | 2                        | motete                     |                    |                                                                                                 | SEQ                                                  |
| 140    | 126          | In veritate comperi quod sceleri (Tenor: Veritatem)                                                     | 2                        | motete                     |                    |                                                                                                 | CJO                                                  |
| 141    | 127v         | Clama ne cesses Syon filia (Tenor: Alleluia)                                                            | 2                        | motete                     |                    |                                                                                                 |                                                      |
| 142    | 127v         | Homo miserabilis tu numquam stabilis (Tenor: Brumas est mors)                                           | 2                        | motete                     |                    |                                                                                                 | HUE                                                  |
| 143    | 128          | Ecclesie princeps et domine (Tenor: Et confitebor)                                                      | 2                        | motete                     |                    |                                                                                                 |                                                      |
| 144    | 129          | Benedicamus Domino                                                                                      | 3                        | organum                    |                    | Benedicamus Domino                                                                              |                                                      |
| 145    | 131          | De castitatis thalamo ventrem virginalem                                                                | 2                        | conductus                  |                    |                                                                                                 | ATR, MOR, LOZ, UNI, FLE, NYE                         |
| 146    | 132          | Quod promisit ab eterno die solvit hodierno                                                             | 2                        | conductus                  | MAD                |                                                                                                 |                                                      |
| 147    | 134          | Flos de spina procreatur et flos flore fecundatur                                                       | 2                        | conductus                  | MAD                |                                                                                                 | TRE                                                  |
| 148    | 137          | Columbe simplicitas fel horret molitie                                                                  | 2                        | conductus                  |                    |                                                                                                 | BES                                                  |
| 149    | 138          | Soli nitorem equori pugillum adde laticis                                                               | 2                        | conductus                  |                    |                                                                                                 |                                                      |
| 150    | 139v         | Parens patris natique filia virgo mater                                                                 | 2                        | conductus                  |                    |                                                                                                 |                                                      |
| 151    | 140v         | O gloriosa Dei genitrix virgo semper Maria                                                              | 2                        | conductus                  |                    |                                                                                                 | SEQ, TRE, MOR, VOC, DIF, FOR                         |
| 152    | 143          | Dum sigillum summi Patris signatum divinitus                                                            | 2                        | conductus                  |                    |                                                                                                 | BIN                                                  |
| 153    | 145          | Ave maris stella virgo decus virginum                                                                   | 3                        | conductus                  | MAD                |                                                                                                 | DIS, TRE, FOR                                        |
| 154    | 147          | Mater patris et filia mulierum letitia                                                                  | 3                        | conductus                  | MAD                |                                                                                                 | SEQ                                                  |
| 155    | 150v         | Ergo agnus veri Dei magne magnus dator spei                                                             | 2                        | conductus                  | MAD                |                                                                                                 |                                                      |
| 156    | 151v         | Ave Maria gratia plena Dominus tecum                                                                    | 2                        | conductus                  | MAD                |                                                                                                 | ATR, SEQ, VOC, CJO                                   |
| 157    | 166          | Mellis stilla, maris stella rosa primula                                                                | 3                        | motete (conductus-motete)  |                    |                                                                                                 |                                                      |
| 158    | 167          | Si vocatus ad nuptias advenias                                                                          | 1                        | conductus                  |                    |                                                                                                 |                                                      |
| 159    | 167          | Omnium in te Christe credentium terge sordes                                                            | 1                        | conductus                  |                    |                                                                                                 | ATR                                                  |
| 160    | 167          | In hoc ortus occidente sol emergens de torrente                                                         | 1                        | conductus                  |                    |                                                                                                 |                                                      |
| 161    | 167v         | Audi pontus audi tellus audi maris                                                                      | 1                        | conductus                  |                    |                                                                                                 | SEQ, DIS, CEL, SAR, FLE                              |
| 162    | 157          | Bonum est confidere in dominorum domino                                                                 | 1                        | conductus                  |                    |                                                                                                 |                                                      |
| 163    | 157v         | Ve mundo a scandalis ve nobis ut acephalis                                                              | 1                        | conductus                  |                    |                                                                                                 |                                                      |
| 164    | 158          | Veni redemptor gentium, creator spiritus. (Sanctus)                                                     | 1                        | conductus                  | TOR                |                                                                                                 | DIS, FLE                                             |
| 165    | 158          | Fontis in rivulum sapor ut defluit                                                                      | 1                        | conductus                  |                    |                                                                                                 |                                                      |
| 166    | 158v         | Homo natus ad laborem tui status                                                                        | 1                        | conductus                  |                    |                                                                                                 |                                                      |
| 167    | 161          | Iesu clementissime qui in diluvio Noe reservasti                                                        | 1                        | conductus                  |                    |                                                                                                 | ATR                                                  |
| 168    | 161v         | Ergo vide ne dormias set vigilans                                                                       | 1                        | conductus                  |                    |                                                                                                 |                                                      |
| 169    | 161          | Rex obiit et labitur Castelle gloria                                                                    | 1                        | conductus                  |                    | Planctus pela morte do rei Alfonso VIII de Castilha († 1214)                                    | ATR, SFM, NLC, SEQ, THE, VOC, WIT                    |
| 170    | 159          | Quis dabit capiti meo aquam et occulis meis                                                             | 1                        | conductus                  |                    | Planctus. O destinatário é desconhecido                                                         | ATR, SFM, NLC, SEQ, THE, MOR, VOC, WIT               |
| 171    | 159v         | O monialis concio Burgensis plange filiam                                                               | 1                        | conductus                  |                    | Planctus pela morte da abadessa do Monasterio de Las Huelgas, María González de Agüero († 1335) | ATR, SFM, NLC, SEQ, TRE, THE, VOC, WIT               |
| 172    | 160          | Plange Castella misera plange pro rege Sancio                                                           | 1                        | conductus                  |                    | Planctus pela morte do rei Sancho III († 1158)                                                  | ATR, SFM, NLC, SEQ, EWI, THE, VOC, UNI, WIT          |
| 173    | 160v         | Benedicamus sane per omnia non est res                                                                  | 1                        | Benedicamus Domino tropado |                    | (Johannes Roderici)                                                                             | ATR                                                  |
| 174    | 162          | In hoc festo gratissimo corde letemur intimo                                                            | 2                        | Benedicamus Domino tropado |                    | (Johannes Roderici)                                                                             | SEQ                                                  |
| 175    | 165          | Benedicamus sane per omnia non est res                                                                  | 1                        | Benedicamus Domino tropado |                    |                                                                                                 |                                                      |
| 176    | 165, 153-154 | [Credo in unum Deum] Patrem omnipotentem                                                                | 3                        | Credo                      | BNA                |                                                                                                 | SIX                                                  |
| 177    | 154v         | Fa fa mi fa mi re mi Ut re mi ut re mi                                                                  | 2                        | Pieza de solfeo            |                    |                                                                                                 | NLC, SEQ, DIS, TRE, VOC                              |
| 178    | 155          | Benedicamus. O quam sanctum                                                                             | 1                        | Benedicamus Domino tropado |                    | (Johannes Roderici)                                                                             |                                                      |
| 179    | 155v         | Iste est Iohannes                                                                                       | 1                        | Benedicamus Domino tropado |                    |                                                                                                 |                                                      |
| 180    | 156          | O speculum monachorum                                                                                   | 1                        | Benedicamus Domino tropado |                    |                                                                                                 |                                                      |
| 181    | 156v         | Benedicamus. O quam pretiosum lignum                                                                    | 1                        | Benedicamus Domino tropado |                    | Ilegível                                                                                        |                                                      |
| 182    | 163          | Iste est Iohannes                                                                                       | 1                        | Benedicamus Domino tropado |                    |                                                                                                 |                                                      |
| 183    | 163v         | Benedicamus Virgini matri                                                                               | 2                        | organum                    |                    | Benedicamus Domino tropado (Johannes Roderici)                                                  | ATR, SEQ, CEL, SAR, VOC                              |
| 184    | 163v         | Benedicamus. O quam pretiosum lignum Aeterni numinis mater et filia. De Christi corpore tanta sollemnia | 1                        | Benedicamus Domino tropado |                    |                                                                                                 |                                                      |
| 185    | 164v         | Perhibentur cunctis rerum                                                                               | 1                        | Benedicamus Domino tropado |                    |                                                                                                 |                                                      |
| 186    | 168          | Benedicamus. Hic est enim precursor                                                                     | 1                        | Benedicamus Domino tropado |                    |                                                                                                 | LIG                                                  |

Concordâncias com outros manuscritos e fragmentos:
- [MAD] Códice de Madrid (Madrid, Biblioteca Nacional, Mss. 20486)
- [CAL] Codex Calixtinus (Santiago de Compostela, Arquivo da Catedral)
- [ORF] Barcelona, Biblioteca del Orfeó Catalá, Ms. 1
- [TOR] Tortosa, Arquivo da Catedral, Ms. 135
- [RIP] Barcelona, Arquivo da Corona de Aragón, Ripoll 139 (Fragmento procedente do Mosteiro de Ripoll)
- [BUR] Burgos, Arquivo da Catedral, Ms. 61. Fragmento 2
- [BAR] Barcelona, Biblioteca Central, M. 853
- [BCE] Barcelona, Biblioteca Central, M. 911
- [BNA] Madrid, Biblioteca Nacional, Mss. V 21-8
- [TAC] Tortosa, Arquivo da Catedral, Ms. 133
- [TOL] Toledo, Biblioteca Capitular, Ms. 35.10
- [URG] Seo de Urgel, Igleja da Piedad. "Missale mixtum". "Prosarium"
- [MBN] Madrid, Biblioteca Nacional, Mss. 19421
- [LER] Lérida, Arquivo da Catedral, Ms. 8
- [TAR] Tarragona, Arquivo diocesano, cód. 39
- [MAB] Madrid, Biblioteca Nacional, Mss. 20324

As obras compostas com segurança por Johannes Roderici, que levam a inscrição "Johannes Roderici me fecit" são as seguintes quatro:
- 173. Benedicamus, sane per omnia
- 174. In hoc festo gratissimo
- 178. Benedicamus, o quam sanctum
- 183. Benedicamus virgini matri

Há outras três que, apesar de serem anônimas, poderiam também atribuir-se a J. Roderici:
- 179. Iste est Iohannes
- 181. Benedicamus, o quam preciosum
- 182. Iste est Iohannes

## Discografia
A seguinte discografia ordenou-se por ano de gravação, mas a referência é a da edição mais recente em CD. Não se incluem as recompilações, só os discos originais.
- 1970 - [ATR] El Códice de las Huelgas (S.XII-XIV). Coro de monjas do Mosteiro de Las Huelgas. Atrium Musicae. Gregorio Paniagua. JL. Ochoa de Olza. Colección de Música Antigua Española. Hispavox.
- 1976 - [SFM] Planctus. Studio der frühen Musik. EMI "Reflexe" 1C 063-30 129 (LP). . Edição em CD junto com outras gravações em: Reflexe Vol. 5 - Stationen Europäischer Musik.
- 1989 - [NLC] The Pilgrimage to Santiago. New London Consort. Philip Pickett. L'Oiseau-Lyre.
- 1992 - [SEQ] Codex Las Huelgas. Sequentia. Barbara Thornton, Benjamin Bagby. Deutsche Harmonia Mundi 05472 77238 2.
- 1992 - [DIS] Femmes mystiques, XIIIe Siecle. Codex Las Huelgas. Discantus. Brigitte Lesne. Opus 111 OPS 30-68.
- 1993 - [HUE] Codex Las Huelgas. Huelgas Ensemble. Paul van Nevel. Sony SK 53 341.
- 1993 - [BIN] Ecole de Notre-Dame de Paris. Permanence et Rayonnement XIIe, XIIIe et XIVe siècles. Ensemble Gilles Binchois. Dominique Vellard. Harmonic 9349.
- 1994 - [CEL] Celi Domina. El culto a la Virgen en la música de la Edad Media. Alia Mvsica. Miguel Sanchez. Gober G-30595-2.
- 1994 - [SIX] Haec Dies. Easter at Notre Dame Paris c1220. Les Six. Move MD 3144.
- 1995 - [MIC] In Festa. Calendimaggio di Assisi. Ensemble Micrologus. Micrologus 0001.
- 1996 - [EWI] Du Grégorien à Pérotin. Ensemble Witiza. Arsonor 001-2.
- 1997 - [TRE] Le Codex Las Huelgas. Chants polyphoniques espagnols du XIIIe siècle. Ensemble Tre Fontane y Dames de Choeur. Alba musica AL 0397.
- 1997 - [SAR] Fallen Women. Women as Composers and Performers of Medieval Chant. Arab-Byzantine Chant. Sarband. Jaro 4210-2. Dorian 93235.
- 1997 - [THE] Monastic Song. 12th Century Monophonic Chant, Peter Abelard, Codex Las Huelgas. Theatre of Voices. Paul Hillier. Harmonia Mundi USA HMU 90 7209.
- 1998 - [MOR] Chants d'Hildegard von Bingen - Manuscrit de Las Huelgas. Mora Vocis. Mathoeus 98 R 2. Mandala 4951.
- 1998 - [EVF] Chants mystiques des abbayes cisterciennes. Ensemble Venance Fortunat. Anne-Marie Deschamps. L'Empreinte digitale ED 13 106 .
- 1998 - [VOC] Codex Las Huelgas - Polifonía inédita. Voces Huelgas. Luis Lozano. Sony SK 60844.
- 1998 - [LOZ] Codex Las Huelgas - Misa Santa Maria la Real. Voces Huelgas. Luis Lozano. Sony SK 60846.
- 1998 - [COD] Por que trobar é cousa en que iaz. Martín Códax. Grupo de Música Antigua de Compostela. Fernando Olbés, Miguel A. López. Clave Punteiro 9107.
- 1999 - [UNI] Unica Hispaniae. Alia Mvsica. Miguel Sanchez. Harmonia Mundi HMI 987021.
- 2000 - [WIT] Lux æterna. Les 4 planctus du Codex Las Huelgas - La messe des Défunts grégorienne. Ensemble Witiza. Luis Bárban. Musica Ficta 04/2002-01.
- 2000 - [CJO] Stella splendens. Bois de Cologne e Maria Jonas. Marc Aurel Edition MA 20003.
- 2000 - [DIF] Diferencias - A Journey through Al-Andalus and Hispania. Codex Huelgas, Villancicos. Ensemble Diferencias. Conrad Steinmann. Divox Antiqua CDX-79809.
- 2001 - [FOR] Chants de l'amour divin. Chants des monastères féminins. Ensemble Venance Fortunat. Anne-Marie Deschamps. L'Empreinte Digitale ED 13133.
- 2002 - [BES] Bestiario de Cristo. Alia Mvsica. Miguel Sanchez. Harmonia Mundi HMI 987033.
- 2002 - [FLE] Temple of Chastity. Codex Las Huelgas - Music from 13th century Spain. Mille Fleurs. Signum 043.
- 2002 - [LIG] Iberica. Polyphonies sacrées de la péninsule ibérique - XIIIe siècle. Ensemble Ligeriana. Katia Caré. Jade 198 988-2.
- 2003 - [NYE] Music of Medieval Love. Women as Performers, Subjects and Composers. New York's Ensemble for Early Music. Frederick Renz. Ex Cathedra EC-9005 (70070-29005-2).
- 2005 - [CLE] La Messe de Tournai - Codex Musical de las Huelgas. Clemencic Consort. Choralschola der Wiener Hofburgkapelle. René Clemencic. Oehms Classics 361.
- 2005 - [OBS] La Fête des Fous. Obsidienne. Emmanuel Bonnardot. Calliope CAL 9344.